# Аранцасу
Аранцасу, Арансасу (баск. Arantzazu (офіційна назва), ісп. Aránzazu) — муніципалітет в Іспанії, у складі автономної спільноти Країна Басків, у провінції Біская. Населення — 305 осіб (2009).
Муніципалітет розташований на відстані близько 310 км на північ від Мадрида, 16 км на південний схід від Більбао.
На території муніципалітету розташовані такі населені пункти: (дані про населення за 2009 рік)
- Селая: 209 осіб
- Оларра: 53 особи
- Аранцасугойті: 43 особи

## Демографія
Динаміка населення (INE ):

## Галерея зображень

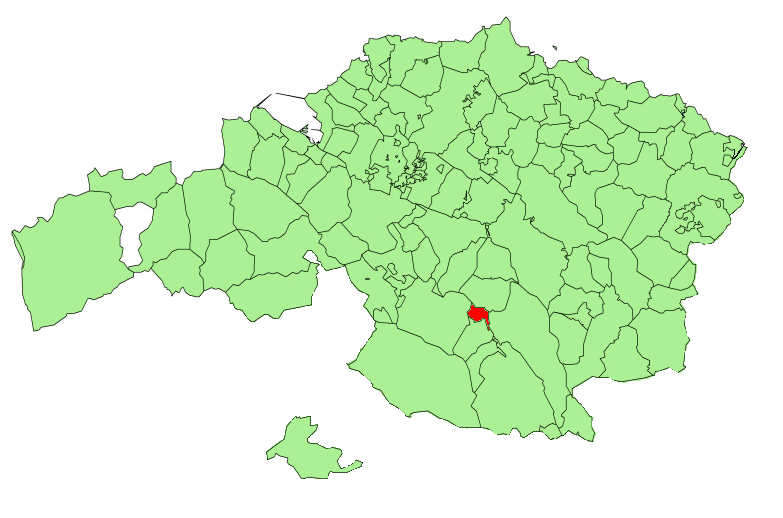
Розташування муніципалітету